# Gonystylus calophylloides
Gonystylus calophylloides är en tibastväxtart som beskrevs av Airy Shaw. Gonystylus calophylloides ingår i släktet Gonystylus och familjen tibastväxter. Inga underarter finns listade i Catalogue of Life.